# Mario Migliardi
Mario Migliardi (né le 31 mai 1919 à Alexandrie et mort à Rome le 8 août 2000) est un compositeur italien de musiques de films, dont l'activité a duré de 1961 à 1972.

## Filmographie

### Cinéma
- 1961 : La Planète des hommes perdus (Il pianeta degli uomini spenti) d'Antonio Margheriti
- 1962 : Tharus, fils d'Attila
- 1964 : Du grisbi au Caire
- 1964 : Il chirurgo opera
- 1968 : La tour de Nesle
- 1969 : Il cavaliere inesistente
- 1969 : Pensiero d'amore
- 1970 : Matalo! de Cesare Canevari
- 1971 : Giallo di sera
- 1971 : La Vengeance de Dieu
- 1971 : Priez les morts, tuez les vivants
- 1972 : A come Andromeda
- 1972 : Il tema di Marco
- 1976 : Povero Cristo

### Télévision

#### Séries télévisées
- 1970 : La carretta dei comici